# Calea ferată Zorleni–Fălciu
Calea ferată Zorleni–Fălciu este o cale ferată din România neelectrificată, destinată atât transportului feroviar de marfă cât și de călători. Având o lungime de 57,7 km, leagă localitățile Zorleni de Fălciu, ambele din județul Vaslui.
La Zorleni, calea ferată se conectează la linia ferată dintre Tecuci și Iași. Prin intermediul podului feroviar de peste Prut dintre Fălciu Frontieră (aflat în România) și Cantemir (aflat în Republica Moldova), se conectează la calea ferată dintre Abaclia și stația Prut.
Linia Zorleni–Fălciu a fost închisă în anul 2015 datorită lipsei cererii de servicii de transport feroviar. Conform Căilor Ferate Române linia figurează în prezent (2024) închisă permanent, cu posibilitatea de circulație a unor trenuri de marfă doar după o notificare prealabilă, cu cel puțin 48 de ore anterior. În luna martie 2022, linia a fost redeschisă cu scopul de a reduce presiunea asupra celorlalte puncte feroviare de trecere a frontierei, în contextul invaziei Rusiei în Ucraina din 2022, scopul declarat fiind acela de preluare a fluxului sporit de refugiați.